# Meilhac
 Meilhac  (en occitano Melhac) es una población y comuna francesa, situada en la región de Lemosín, departamento de Alto Vienne, en el distrito de Limoges y cantón de Nexon.

## Demografía
| 383 | 347 | 289 | 289 | 251 | 308 | 482 |
| Para los censos de 1962 a 1999 la población legal corresponde a la población sin duplicidades (Fuente: INSEE [Consultar]) |     |     |     |     |     |     |